# Krystyna Cencek
Krystyna Cencek (ur. 25 sierpnia 1951 w Marchocicach) – polska działaczka związkowa, posłanka na Sejm III kadencji.

## Życiorys
Ukończyła w 1975 technikum mechaniczne dla pracujących. Zajęła się działalnością związkową w ramach Ogólnopolskiego Porozumienia Związków Zawodowych, objęła funkcję przewodniczącej struktur OPZZ w Sosnowcu.
W latach 1997–2001 pełniła funkcję posła na Sejm III kadencji wybranego z listy Sojuszu Lewicy Demokratycznej w okręgu sosnowieckim. W 2001 nie ubiegała się o reelekcję, a w 2002 bez powodzenia kandydowała do sejmiku śląskiego. W 2004 przeszła z SLD do Socjaldemokracji Polskiej. Stała na czele Stowarzyszenia Byłych Parlamentarzystów. W 2014 i 2018 z listy SLD Lewica Razem kandydowała na radną Sosnowca.